# Hyundai Santa Fe
La Hyundai Santa Fe è un'autovettura di tipo Sport Utility Vehicle di fascia medio-grande prodotta dalla casa automobilistica sudcoreana Hyundai Motor Company a partire dal 2000.
È stata la prima SUV prodotta e progettata interamente dalla Hyundai e assunse un ruolo fondamentale nella ristrutturazione dell'azienda. La casa ne ha prodotte quattro diverse generazioni dal debutto (l'ultima è stata presentata nel 2018) ed è stata venduta globalmente in oltre 2,5 milioni di esemplari nelle prime due serie.

## Prima serie (2000-2006)
La prima generazione fu annunciata tra il 1995 e il 1996 e nel gennaio del 1999 ne viene esposto il prototipo al Salone di Detroit. La versione definitiva viene presentata nel 2000. Adotta la piattaforma della berlina Hyundai Sonica rivista per adattarsi alle quattro ruote motrici e irrigidita nelle sospensioni anteriori e posteriori configurate secondo lo schema MacPherson all'avantreno e bracci multipli al retrotreno. Il design arrotondato fece scalpore presso la stampa, ma trovò grande apprezzamento verso il pubblico; caratteristica la maniglia del portellone posteriore posizionata verso il lato destro. Il bagagliaio possedeva un volume minimo pari a 425 litri che saliva fino a 2.100 litri con il divano posteriore reclinato. Il serbatoio possedeva una capacità pari a 65 litri.
Il nome Santa Fe prende spunto dalla città omonima del Nuovo Messico e introduce il nuovo corso di denominazioni destinate alle Suv della gamma Hyundai, quali le Tucson e la Veracruz. La Santa Fe ebbe subito un enorme successo soprattutto negli Stati Uniti d'America, dove la Hyundai addirittura riscontrò seri problemi con la produzione inferiore alle richieste. La notevole affidabilità e i prezzi concorrenziali hanno contribuito al successo della vettura. 
In Europa, grazie al motore turbodiesel da 2 litri prodotto dall'italiana VM Motori, riuscì ad ottenere consensi superiori alle attese.
La sicurezza automobilistica è caratterizzata dalla presenza degli airbag frontali, dall'ABS e dal controllo elettronico della stabilità e della trazione. Nel 2002 è stata sottoposta ai crash test Euro NCAP totalizzando il punteggio di 4 stelle su un massimo di 5 nell'urto frontale.
Un leggero facelift venne presentato nel 2003 in cui vennero aggiunti nuovi rivestimenti interni e la nuova mascherina frontale.
Nota come Progetto SM venne prodotta fino al 2006 presso gli stabilimenti di proprietà del gruppo Hyundai-Kia di Ulsan in Corea del Sud. In seguito i diritti di produzione vennero ceduti a un'azienda cinese.

### Motorizzazioni
Le motorizzazioni disponibili erano un 2.0 CRDI diesel capace di 112 cavalli omologato Euro 3 al quale si aggiunse in seguito la versione dotata di turbina a geometria variabile potenziata a 125 cavalli, entrambi abbinati ad un cambio manuale a 5 rapporti oppure come optional la trasmissione automatica sequenziale a 4 rapporti. Tra i benzina figuravano i 2.4 16V da 146 cavalli e il 2.7 V6 con 24 valvole capace di 173 cavalli abbinati ad un cambio manuale a 5 rapporti oppure automatico a 4. In America, Asia e alcuni stati dell'Europa come la Spagna era disponibile anche una versione 3.5 V6 da 203 cavalli abbinata ad un cambio automatico sequenziale a 5 marce.
| Modello          | Disponibilità | Motore                       | Cilindrata cm³ | Potenza         | 0–100 km/h (secondi) | Velocità max (Km/h) | Consumo medio (Km/l) |
| 2.4 16V          | dal debutto   | 4 cilindri in linea, Benzina | 2.351          | 107 kW (146 CV) | 11,4                 | 173                 | 10,8                 |
| 2.7 V6 24V       | dal debutto   | 6 cilindri a V, Benzina      | 2.656          | 127 kW (173 CV) | 11,6                 | 182                 | 8,8                  |
| 2.0 CRDI 16V     | dal debutto   | 4 cilindri in linea, Diesel  | 1.991          | 83 kW (112 CV)  | 14,9                 | 166                 | 13,1                 |
| 2.0 CRDI VGT 16V | dal 2003      | 4 cilindri in linea, Diesel  | 1.991          | 92 kW (125 CV)  | 14,0                 | 172                 | 13,1                 |

## Seconda serie (2006-2012)
La seconda serie della Santa Fe è stata presentata ufficialmente al Salone dell'automobile di Detroit nel 2006 ed ha debuttato in Europa ed Asia nello stesso anno mentre in Australia e America nel 2007. Completamente inedita, sfrutta la nuova piattaforma a trazione integrale debuttata con la quarta serie di Hyundai Sonica. Le sospensioni sono state riviste per adattarsi sia alle esigenza del pubblico americano (in questo caso più morbide) che a quello europeo (irrigidite e più robuste per migliorare l'uso in fuoristrada). In entrambi i casi adottano lo schema McPherson all'anteriore e a bracci multipli (Multilink) al posteriore.
Leggermente più lunga (4,68 metri), più alta e più larga la nuova Santa Fe (Progetto CM) è caratterizzata dall'abitacolo configurato anche in versione 7 posti dotato di impianto di climatizzazione supplementare per le seconde e terze file di sedili. La linea completamente nuova abbandona i fascioni e gli scudi frontali e laterali per adottare una carrozzeria sportiva e filante, caratterizzata da un frontale con mascherina di dimensioni notevoli, fanaleria anteriore dotata di tecnologia luminosa a Led e coda che presenta la classica maniglia per aprire il portellone posizionata verso la destra, accanto alla targa. Nuovi i fari posteriori anch'essi a Led.
Il bagagliaio possiede un volume minimo di 774 litri che salgono fino a 1.582 con il divano della seconda fila in posizione reclinata. Il serbatoio possiede una capacità di 75 litri.
Incrementata la sicurezza automobilistica con l'introduzione degli airbag laterali e per la testa, il nuovo controllo di stabilità risulta più efficace del 30%. Di serie antifurto e fendinebbia. Nonostante ciò, risottoposta ai crash test dell'Euro NCAP nel 2006 ha mantenuto la valutazione globale di quattro stelle pur con miglioramenti nei singoli settori.

### Restyling 2009

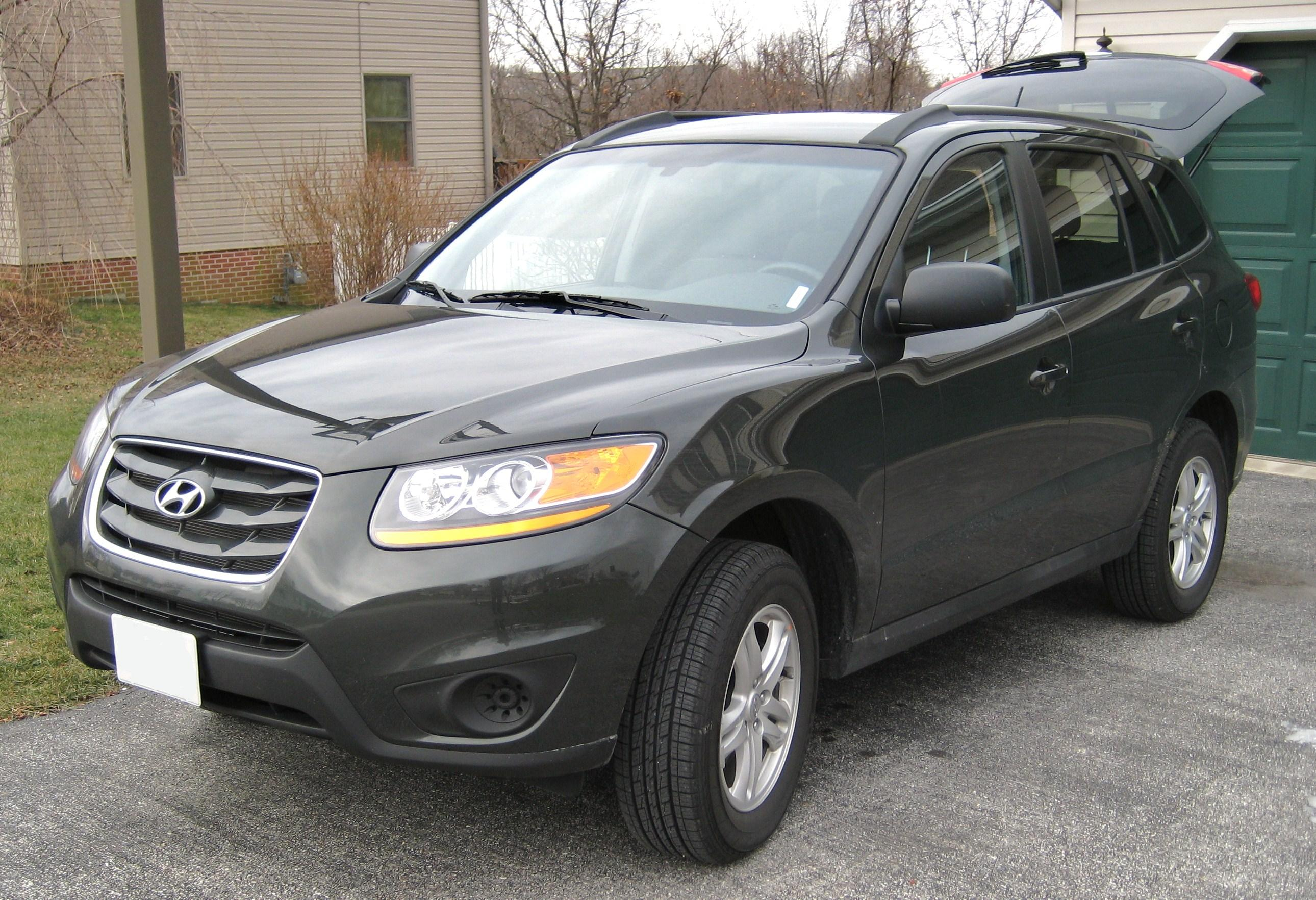
Il nuovo Santa Fe ristilizzato

Un leggero restyling è stato presentato in Corea nel 2009 in cui la Santa Fe ha rinnovato soprattutto il frontale, introducendo una nuova mascherina frontale, nuova fanaleria che ricalca la forma della versione del 2006 ma presenta uno sfondo di colore argento e luci diurne a Led. Sono presenti anche nuovi parafanghi dotati di proiettori laterali integrati nelle versioni base, mentre con proiettori integrati nei retrovisori esterni nelle versioni più esclusive. Tra i motori vengono introdotti i nuovi diesel CRDI R-Line sviluppati dalla Hyundai da 2,0 e 2,2 litri dotati di turbina a geometria variabile capaci di 184 e 200 cavalli abbinati ad un nuovo cambio automatico a 6 rapporti più la funzione sequenziale. Tra i benzina vengono introdotti i 2.4 16V da 175 cavalli e il nuovo V6 Lambda 3.5 da 277 cavalli (solo per l'Asia e l'America). Sul mercato coreano la nuova versione viene venduta come Santa Fe The Style per sottolineare le numerose novità introdotte. In Europa la nuova versione ristilizzata sarà introdotta solo dal 2010.

### Il prototipo Santa Fe Blue Hybrid
Esposta al salone dell'automobile di Parigi nel 2008 la versione Blue Hybrid non presenta modifiche estetiche ma le uniche novità si concentrano nel motore: il 4 cilindri 2.4 CVVT benzina è abbinato ad un motore elettrico di 30 kW tramite un cambio automatico sequenziale a 6 rapporti e grazie alle batterie agli ioni di litio accumula energia da utilizzare per far muovere il veicolo alle basse andature senza il supporto del motore a benzina. Contenuto il consumo medio in 5,35 litri per 100 chilometri mentre le emissioni scendono a 148 grammi emessi al km nel ciclo misto di anidride carbonica.

### Motorizzazioni
La gamma motori è composta da un benzina 2.7 V6 CVVT (a fasatura variabile) da 189 cavalli (cambio manuale o automatico a 5 rapporti) importato in Europa mentre in America è disponibile anche un 3.3 V6 da 242 cavalli abbinato ad un cambio automatico a 5 rapporti. Il diesel 2.2 inizialmente possedeva 150 cavalli mentre nel 2007 (dopo l'omologazione Euro 4) è stato potenziato a 155. E disponibile sia con cambio manuale a 5 rapporti che automatico a 4.
| Modello          | Disponibilità    | Motore                      | Cilindrata cm³ | Potenza         | Coppia massima          | Emissioni CO2 (g/Km) | 0–100 km/h (secondi) | Velocità max (Km/h) | Consumo medio (Km/l) |
| 2.7 V6 24V       | dal debutto      | 6 cilindri a V, Benzina     | 2.656          | 139 kW (189 CV) | 248 N·m @4.000 giri/min | 248                  | 10,3                 | 190                 | 10,4                 |
| 2.7 V6 24V auto  | dal debutto      | 6 cilindri a V, Benzina     | 2.656          | 139 kW (189 CV) | 248 N·m @4.000 giri/min | 252                  | 11,7                 | 176                 | 9,6                  |
| 3.3 V6 24V auto  | non importato    | 6 cilindri a V, Benzina     | 3.342          | 178 kW (242 CV) | 309 N·m @3.500 giri/min | 255                  | 8,7                  | -                   | 9,3                  |
| 2.2 CRDI 16V 150 | dal 2006 al 2007 | 4 cilindri in linea, Diesel | 2.188          | 110 kW (150 CV) | 340 N·m @2.200 giri/min | 191                  | 11,6                 | 175                 | 13,7                 |
| 2.2 CRDI 16V 155 | dal 2007         | 4 cilindri in linea, Diesel | 2.188          | 114 kW (155 CV) | 343 N·m @2.200 giri/min | 191                  | 11,6                 | 179                 | 13,7                 |

## Terza serie (2012-2018)
La terza generazione della Santa Fe viene introdotta al Salone dell'automobile di New York nell'aprile del 2012; la nuova serie viene progettata congiuntamente tra il centro di ricerche e sviluppo Hyundai in California e la sede di Seoul in Corea del Sud. Rispetto alla vecchia serie, con la nuova generazione la casa punta ad una fetta di mercato più ampia, cercando di entrare in concorrenza anche con le rivali più blasonate prodotte dalle aziende automobilistiche tedesche. Inoltre, visto l'insuccesso del modello Veracruz, la Hyundai approva il progetto di una Santa Fe oltre che qualitativamente migliore rispetto alla precedente versione anche più sportiva e grande: infatti sarà proposta in due differenti versioni di cui una a passo corto più compatta e sportiva a cinque o sette posti, l'altra a passo lungo solo sette posti più lussuosa che va a rimpiazzare la vecchia Veracruz uscita di produzione.
Frutto del progetto DM, la versione europea viene presentata in Europa solo al salone dell'automobile di Parigi nell'autunno del 2012; quest'ultima presenta solo alcune modifiche di rilievo alla meccanica studiate dal centro ricerche e sviluppo di Russelsheim in Germania in modo da poter adattare la vettura maggiormente alle esigenze della clientela europea.
La produzione della nuova Santa Fe avviene sempre nella fabbrica di Asan in Corea del Sud per la maggior parte dei mercati mondiali mentre per l'America la Santa Fe viene prodotta nello stabilimento di West Point, Georgia per soddisfare la grande richiesta proveniente dal continente (essendo uno principali mercati per la SUV coreana). In Europa la versione a passo corto viene venduta con la semplice denominazione Santa Fe, mentre la variante a passo lungo viene venduta come Grand Santa Fe. In Corea del Sud quest'ultima versione viene venduta come Hyundai Maxcruz.

### Il design
Il design della Santa Fe serie DM segna un netto distacco rispetto alla precedente serie e si allinea allo stile della restante gamma contemporanea Hyundai; ribattezzato Storm Edge (Effetto Tempesta) lo stile della carrozzeria è un'evoluzione del linguaggio stilistico Fluidic Sculpture già adottato da modelli come la i30, ix35, i40. Il frontale appare più originale rispetto al passato con forme scolpite, in particolare la grande calandra esagonale (anche cromata su alcune versioni) dona un tocco di originalità alla vettura, i fari presentano una classica onda formata da LED che raccordano la calandra alla fiancata, nella parte bassa del muso sono presenti delle protezioni in plastica scura mentre i fendinebbia a LED si trovano agli estremi del frontale. La fiancata della versione passo corto possiede una profonda nervatura che risale lungo la linea di cintura donando un aspetto sportivo e aerodinamico alla mole della vettura. Gli indicatori laterali di direzione sono anch'essi a LED ed inglobati nei retrovisori. Nella coda invece il lunotto di piccole dimensioni è stato voluto per rendere più "massiccia" la vista posteriore, i fanali si estendono lungo il portellone, nella zona porta targa è stata eliminata la classica maniglia apri bagagliaio ritenuta poco piacevole esteticamente, nella parte bassa del paraurti è presente uno scudo di protezione per il fuoristrada. L'altezza della carrozzeria è stata ridotta rispetto alla vecchia generazione per migliorare le doti aerodinamiche della vettura.
La versione a passo lungo possiede un frontale specifico con una calandra più classica a sfondo scuro e non cromata come sulla versione passo corto), differente è anche il disegno del paraurti e dei fendinebbia sempre a LED ma dalla forma a boomerang. La fiancata possiede una impostazione più classica rispetto alla versione passo corto, infatti la linea di cintura non risale lungo il montante ma discende raccordandosi ai fanali posteriori. Anche le portiere posteriori e il terzo finestrino laterale sono differenti e dall'inedito disegno. La versione a passo lungo è alta un solo centimetro in più rispetto alla passo corto.

### La dinamica
La Santa Fe in versione a passo corto è lunga 4,69 metri, larga 1,88 metri e alta 1,675 metri (1,685 con le barre sul tetto); è stata realizzata su una piattaforma inedita derivata da quella del modello Sonata (l'ultima generazione, serie YF) e utilizzata anche da molti modelli del gruppo come la Hyundai i40 e le Kia Optima e Sorento. Rispetto alla piattaforma originale sotto la Santa Fe la struttura subisce dei rinforzi diventando più rigida in modo da poter meglio sopportare il fuoristrada, nonostante la vettura sia comunque destinata maggiormente ad un uso su asfalto. Il pianale realizzato in acciaio possiede sospensioni anteriori di tipo MacPherson a ruote indipendenti, bracci trasversali con montante telescopico e barra stabilizzatrice mentre al retrotreno viene adottata una più raffinata sospensione Multilink cinque bracci con barra stabilizzatrice. Il passo misura 2,70 metri, la trazione a seconda dei modelli è anteriore (2WD) oppure integrale permanente (4WD) a controllo automatico (T.O.D.) con funzione di bloccaggio della trasmissione integrale con distribuzione della coppia motrice 50/50 tra i due assi fino a 40 km/h. La versione LWB (Grand Santa Fe) possiede il passo allungato fino a 2,90 metri con una carrozzeria lunga 4,91 metri.
L'impianto frenante è composto da quattro dischi con gli anteriori autoventilati, ammortizzatori idraulici. La scocca della carrozzeria viene realizzata utilizzando acciai ad alta resistenza stampati a caldo a deformazione programmata; la sicurezza viene curata garantita dalla presenza di serie di sette airbag (due frontali, due laterali per il torace anteriori, due laterali a tendina e uno per le ginocchia del guidatore) e poggiatesta anteriori attivi anti colpo di frusta mentre tra i dispositivi tecnologici figurano il cofano attivo che si solleva in caso di collisione con i pedoni, sistema anti bloccaggio delle ruote motrici (ABS) con ripartitore elettronico di frenata di emergenza, controllo elettronico della stabilità ESP e della trazione, controllo velocità in discesa (DBC), sistema BAS che valuta le condizioni della strada e distribuisce il peso del veicolo, controllo delle partenze in salita, segnalazione per le frenate d'emergenza e i fari fendinebbia e LED e fari adattabili in curva o allo xeno auto-regolabili.
La Santa Fe (in versione a passo corto) viene sottoposta anche ai crash test dell'EuroNCAP nel 2012 ottenendo il massimo punteggio di 5 stelle: in particolare il modello ha totalizzato una protezione per gli adulti pari al 96%, protezione bambini dell'89% e investimento pedoni pari al 71% mentre la dotazione di sicurezza è stata valutata con l'86%.

### Motorizzazioni
La gamma motori europea della Santa Fe terza serie si compone di un propulsore benzina e due diesel proposti in vari livelli di potenza. La gamma benzina è formata dal rinnovato 2,4 litri Theta II quattro cilindri a iniezione diretta di benzina GDI e doppia fasatura variabile Dual-CVVT, sedici valvole con blocco e testata in alluminio e doppio albero a camme in testa erogante 192 cavalli a 6.300 giri al minuto. Disponibile solo cambio manuale a 6 rapporti e trazione anteriore, la coppia massima disponibile è di 242 Nm a 4.250 giri al minuto e le prestazioni dichiarate dalla casa sono velocità massima di 190 km/h, scatto 0–100 km/h in 10,1 secondi e consumi nel ciclo misto di 11,5 km/l con emissioni pari a 202 g/km di anidride carbonica. Il 2.4 Theta II GDI è omologato Euro 5.
La gamma diesel si compone del nuovo propulsore 2.0 CRDI quattro cilindri facente parte della famiglia motoristica R; trattasi di un propulsore completamente nuovo e già omologato Euro 6, sfrutta l'iniezione common rail di ultima generazione con iniezione diretta, doppio albero a camme in testa, blocco in ghisa e testata in alluminio, turbina a geometria variabile, quattro valvole per cilindro il filtro antiparticolato è di serie. Eroga una potenza pari a 150 cavalli a 4.000 giri al minuto per una coppia massima pari a 383 Nm a 1.800 giri al minuto. Il 2.0 CRDI è abbinato a tre tipi di trasmissione: trazione anteriore con cambio manuale a 6 rapporti, trazione anteriore con cambio automatico sequenziale a 6 rapporti oppure trazione integrale con cambio manuale sempre 6 rapporti. Le prestazioni dichiarate sono una velocità massima di 187 km/h per la trazione anteriore e di 186 km/h per l'integrale, scatto 0–100 km/h in 11,0 secondi per la 2WD e di 11,3 secondi per la 4WD integrale, consumo medio dichiarato che varia da 16,4 km/l a 15,6 km/l a seconda della trazione ed emissioni che variano dai 159 a 168 g/km di CO2.
Il secondo motore diesel disponibile in Europa è il 2.2 CRDI quattro cilindri common rail sempre facente parte della famiglia motoristica R con doppio albero a camme in testa, blocco in ghisa e testata in alluminio, turbina a geometria variabile, quattro valvole per cilindro e filtro antiparticolato; omologato Euro 5 eroga 197 cavalli a 3.800 giri al minuto e possiede una coppia pari a 421 Nm a 1.800 giri/min nella versione con cambio manuale, mentre sale a 436 Nm a 1.800 giri/min nella versione a cambio automatico. Il 2.2 CRDI inoltre è disponibile solo con trazione integrale. La casa dichiara prestazioni pari ad uno scatto nello 0–100 km/h in 9,8 secondi (manuale) e 10,1 secondi (automatica), velocità massima pari a 190 km/h per entrambe le versioni e consumo medio che varia da 14,7 a 16,5 km/l. Le emissioni sono pari a 159 g/km di CO2 per la manuale, mentre l'automatica emette 178 g/km di CO2 nel ciclo misto.
| Modello                  | Disponibilità | Motore                       | Cilindrata cm³ | Potenza         | Coppia Massima          | Emissioni CO2 (g/Km) | 0–100 km/h (secondi) | Velocità max (Km/h) | Consumo medio (Km/l) |
| 2.4 GDI 16V 2WD manuale  | dal debutto   | 4 cilindri in linea, Benzina | 2.359          | 141 kW (192 CV) | 242 N·m @4.250 giri/min | 202                  | 10,1                 | 190                 | 11,5                 |
| 2.0 CRDI 150 2WD manuale | dal debutto   | 4 cilindri in linea, Diesel  | 1.995          | 110 kW (150 CV) | 383 N·m @1.800 giri/min | 122                  | 12,9                 | 192                 | 16,4                 |

## Quarta serie (2018-2023)
Il 21 febbraio 2018, Hyundai ha svelato la Santa Fe di quarta generazione in Corea del Sud. La nuova Santa Fe è arrivata nelle concessionarie nord-americane a partire dall'estate 2018 come modello 2019.
La generazione precedente della Santa Fe ha continuato a essere disponibile nell'anno modello 2019, rinominata Santa Fe XL.

### Motorizzazioni
Una versione a gasolio della Santa Fe era destinata agli Stati Uniti per l'anno modello 2019, ma è stata cancellata prima del lancio. In Europa sono stati offerti tre motori: un diesel da 2,2 litri, 201 CV (148 kW), un motore a benzina ibrido da 1,6 litri, 230 CV (170 kW) e un motore ibrido ricaricabile da 1,6 litri, 265 CV (195 kW). I motori sono stati offerti con cambio automatico.

### Restyling 2020

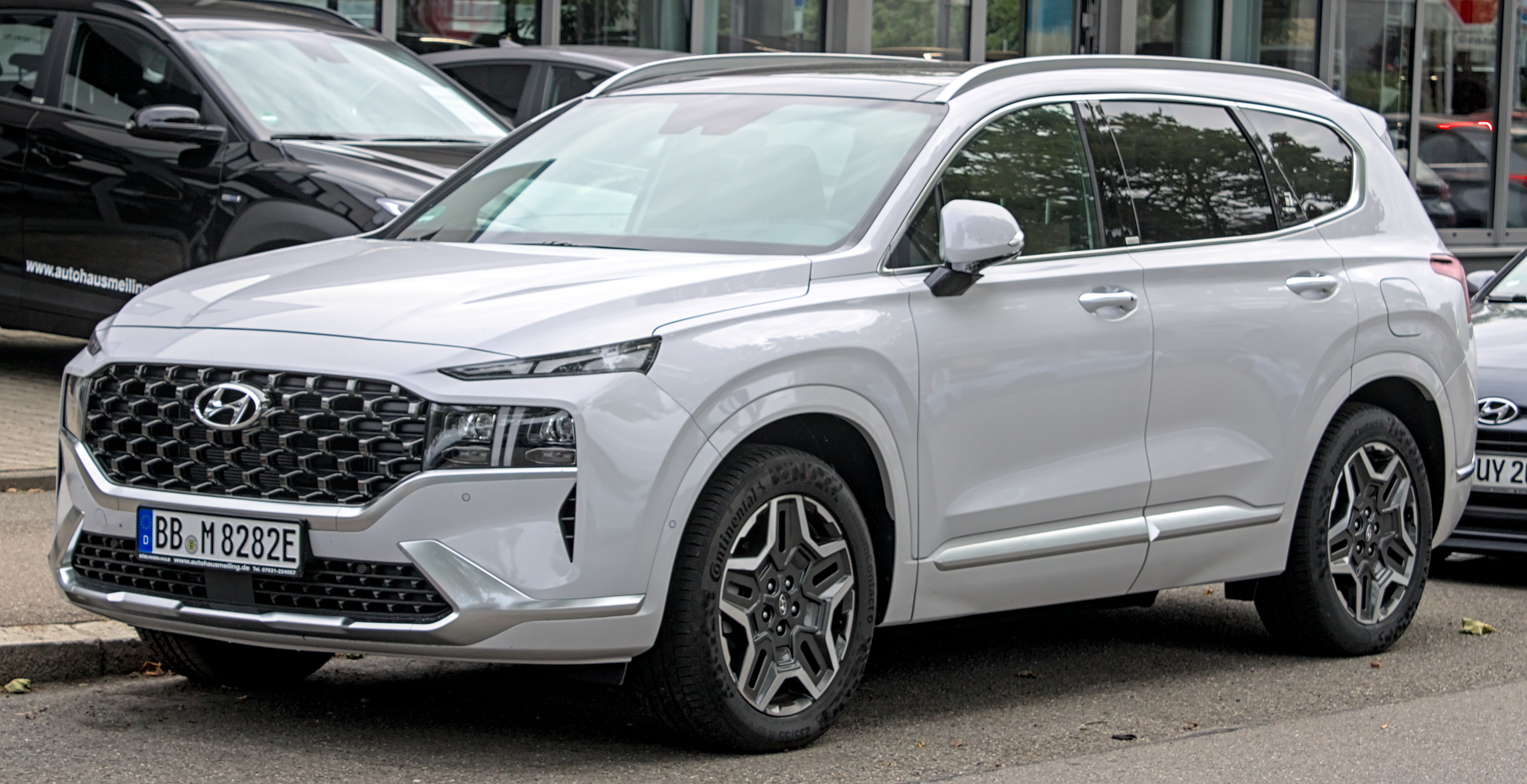
Hyundai Santa Fe PHEV 2021

Il 3 giugno 2020, Hyundai ha svelato il restyling della Santa Fe per il modello 2021. Si dice che la questa Santa Fe sia costruita su una piattaforma più recente. La Santa Fe è dotata di luci a LED e DRL a forma di T che si fondono in una griglia "a cascata" più nuova e più ampia. Anche la parte posteriore è stata rivista, con fari a led collegati da una lunga striscia rossa che attraversa la larghezza della vettura, simile a quella vista sulla Hyundai Elantra di settima generazione, ma è solo riflettente e non illuminata. I passaruota più larghi sono stati realizzati per ospitare le ruote più grandi da 20 pollici.